# 2007年の鉄道
2007年の鉄道（2007ねんのてつどう）とは、2007年（平成19年）に起こった鉄道関係の出来事をまとめたページである。
2006年の鉄道 - 2007年の鉄道 - 2008年の鉄道

## 出来事の一覧

### 1月
- 1月5日
  - 台湾高速鉄路股份有限公司
    - （新線仮開業） 台湾高速鉄道 板橋駅 - 左営駅 (327.5km)
    - （新駅開業） 板橋駅、桃園駅、新竹駅、台中駅、嘉義駅、台南駅、左営駅（台湾高速鉄道）
- 1月10日
  - 土佐電気鉄道
    - 運賃改定。市内均一区間を知寄町三丁目停留場 - 鏡川橋停留場間から介良通停留場 - 曙町東町停留場間に拡大。
    - （新駅開業） 北内停留場（伊野線 伊野商業前停留場 - 北山停留場間）
    - （駅名改称） 桟橋車庫前停留場 ← 岸壁通停留場（桟橋線）

### 2月
- 2月14日
  - 名古屋鉄道
    - （トランパス導入） 河和線 白沢駅、坂部駅

  - （会社設立） 養老鉄道
  - 台湾高速鉄路股份有限公司
    - （延伸仮開業） 台湾高速鉄道 台北駅 - 板橋駅 (7.8km)
    - （新駅開業） 台北駅（台湾高速鉄道）

### 3月
- 3月2日
  - 台湾高速鉄路股份有限公司
    - （正式開業） 台湾高速鉄道 台北駅 - 左営駅 (335.3km)
- 3月14日
  - 名古屋鉄道
    - （トランパス導入） 各務原線 新那加駅 - 新鵜沼駅
    - （トランパス導入） 河和線 南加木屋駅・八幡新田駅・植大駅・半田口駅・成岩駅・上ゲ駅・富貴駅・河和口駅
    - （トランパス導入） 豊川線 諏訪町駅
    - （トランパス導入） 名古屋本線 木曽川堤駅
- 3月16日
  - 仁川広域市地下鉄公社
    - （延伸開業） 仁川地下鉄1号線 橘峴駅 - 桂陽駅
    - （新駅開業） 桂陽駅
- 3月18日
  - 東日本旅客鉄道
    - （新駅開業） 東北福祉大前駅（仙山線 北山駅 - 国見駅間）
    - （新駅開業） 太子堂駅（東北本線 南仙台駅 - 長町駅間）
    - （新駅開業） 平田駅（篠ノ井線 村井駅 - 南松本駅間）
    - （ワンマン運転開始） 東北本線 名取駅 - 仙台駅（仙台空港アクセス線のみ）
    - SuicaとPASMOの相互利用が可能になる（首都圏ICカード相互利用サービス）

  - 東海旅客鉄道
    - （新駅開業） 野田新町駅（東海道本線 東刈谷駅 - 刈谷駅間）

  - 西日本旅客鉄道
    - （新駅開業） さくら夙川駅（東海道本線(JR神戸線) 西宮駅 - 芦屋駅間）
    - （駅名改称） 西宮駅 ← 西ノ宮駅（東海道本線(JR神戸線)）

  - 仙台空港鉄道
    - （新線開業） 仙台空港線 名取駅 - 仙台空港駅 (7.1km)
    - （新駅開業） 名取駅、杜せきのした駅、美田園駅、仙台空港駅（仙台空港線）

  - パスモ
    - 関東地方の鉄道・バス計97事業者で共通ICカード乗車券「PASMO」導入。Suicaとも相互利用可能。

  - しなの鉄道
    - （ワンマン運転開始） しなの鉄道線 上田駅 - 戸倉駅（一部列車のみ）

  - 松浦鉄道
    - （駅名改称） 清峰高校前駅←上佐々駅（西九州線）
- 3月19日
  - 京福電気鉄道
    - （駅名改称） 西大路三条駅 ← 三条口駅、太秦広隆寺駅 ← 太秦駅、車折神社駅 ← 車折駅、嵐電嵯峨駅 ← 嵯峨駅前駅（嵐山本線）
    - （駅名改称） 龍安寺駅 ← 竜安寺道駅、御室仁和寺駅 ← 御室駅、宇多野駅 ← 高雄口駅（北野線）

  - 大阪高速鉄道
    - （延伸開業） 国際文化公園都市モノレール線（彩都線） 阪大病院前駅 - 彩都西駅 (4.2km)
    - （新駅開業） 豊川駅、彩都西駅（国際文化公園都市モノレール線（彩都線））
    - （駅ナンバリング導入） 大阪モノレール線 大阪空港駅 - 門真市駅
    - （駅ナンバリング導入） 国際文化公園都市モノレール線（彩都線） 万博記念公園駅 - 彩都西駅
- 3月23日
  - 空港鉄道
    - （新線開業） 仁川国際空港鉄道 金浦空港駅 - 仁川国際空港駅間
    - （新駅開業） 桂陽駅、黔岩駅、雲西駅、空港貨物ターミナル駅、仁川国際空港駅（仁川国際空港鉄道）
- 3月26日
  - （会社設立） 伊賀鉄道
- 3月30日
  - 韓国鉄道公社
    - （電化・複線化） 長項線 天安駅 - 温陽温泉駅
    - （新駅開業） 牙山駅（長項線）
    - （駅名改称） 排芳駅 ← 毛山駅（長項線）

### 4月
- 4月1日
  - くりはら田園鉄道
    - （路線廃止） くりはら田園鉄道線 石越駅 - 細倉マインパーク前駅
    - （駅廃止） 石越駅、荒町駅、若柳駅、谷地畑駅、大岡小前駅、大岡駅、沢辺駅、津久毛駅、杉橋駅、鳥矢崎駅、栗駒駅、栗原田町駅、尾松駅、鶯沢駅、鶯沢工業高校前駅、細倉マインパーク前駅（くりはら田園鉄道線）

  - 鹿島鉄道
    - （路線廃止） 鹿島鉄道線 石岡駅 - 鉾田駅
    - （駅廃止） 石岡駅、石岡南台駅、東田中駅、玉里駅、新高浜駅、四箇村駅、常陸小川駅、小川高校下駅、桃浦駅、八木蒔駅、浜駅、玉造町駅、榎本駅、借宿前駅、巴川駅、坂戸駅、鉾田駅（鹿島鉄道線）

  - 遠州鉄道
    - （駅名改称） 遠州病院駅 ← 遠州病院前駅（鉄道線）

  - 西日本鉄道
    - （路線廃止） 宮地岳線 西鉄新宮駅 - 津屋崎駅
    - （駅廃止） 古賀ゴルフ場前駅、西鉄古賀駅、花見駅、西鉄福間駅、宮地岳駅、津屋崎駅（宮地岳線）
    - （路線名改称） 貝塚線←宮地岳線

  - 日本貨物鉄道
    - （第二種鉄道事業廃止） 高山本線 岐阜駅 - 高山駅

  - 京都市交通局
    - （PiTaPa導入） 烏丸線 国際会館駅 - 竹田駅
    - （PiTaPa導入） 東西線 六地蔵駅 - 二条駅

  - 近畿日本鉄道
    - （PiTaPa導入） 生駒線 王寺駅 - 生駒駅
    - （PiTaPa導入） 大阪線 上本町駅 - 伊勢中川駅
    - （PiTaPa導入） 橿原線 大和西大寺駅 - 橿原神宮前駅
    - （PiTaPa導入） 京都線 京都駅 - 大和西大寺駅
    - （PiTaPa導入） けいはんな線 長田駅 - 学研奈良登美ヶ丘駅
    - （PiTaPa導入） 御所線 尺土駅 - 近鉄御所駅
    - （PiTaPa導入） 信貴線 河内山本駅 - 信貴山口駅
    - （PiTaPa導入） 志摩線 鳥羽駅 - 賢島駅
    - （PiTaPa導入） 鈴鹿線 伊勢若松駅 - 平田町駅
    - （PiTaPa導入） 田原本線 新王寺駅 - 西田原本駅
    - （PiTaPa導入） 天理線 平端駅 - 天理駅
    - （PiTaPa導入） 道明寺線 道明寺駅 - 柏原駅
    - （PiTaPa導入） 鳥羽線 宇治山田駅 - 鳥羽駅
    - （PiTaPa導入） 長野線 古市駅 - 河内長野駅
    - （PiTaPa導入） 名古屋線 伊勢中川駅 - 近鉄名古屋駅
    - （PiTaPa導入） 奈良線 布施駅 - 近鉄奈良駅
    - （PiTaPa導入） 難波線 上本町駅 - 近鉄難波駅
    - （PiTaPa導入） 南大阪線 大阪阿部野橋駅 - 橿原神宮前駅
    - （PiTaPa導入） 山田線 伊勢中川駅 - 宇治山田駅
    - （PiTaPa導入） 湯の山線 近鉄四日市駅 - 湯の山温泉駅
    - （PiTaPa導入） 吉野線：橿原神宮前駅 - 吉野駅

  - 京阪電気鉄道
    - （PiTaPa導入） 石山坂本線 石山寺駅 - 坂本駅
    - （PiTaPa導入） 京津線 御陵駅 - 浜大津駅

  - 神戸電鉄
    - （PiTaPa導入） 粟生線 鈴蘭台駅 - 粟生駅
    - （PiTaPa導入） 有馬線 湊川駅 - 有馬温泉駅
    - （PiTaPa導入） 公園都市線 横山駅 - ウッディタウン中央駅
    - （PiTaPa導入） 三田線 有馬口駅 - 三田駅
- 4月17日
  - 大田広域市都市鉄道公社
    - （延伸開業） 大田都市鉄道1号線 政府庁舎駅 - 盤石駅
    - （新駅開業） 葛馬駅、月坪駅、甲川駅、儒城温泉駅、九岩駅、顕忠院駅、ワールドカップ競技場駅、老隠駅、智足駅、盤石駅（大田都市鉄道1号線）

### 5月
- 5月8日
  - 台湾鉄路管理局
    - （新駅開業） 百福駅 (縦貫線 七堵駅 - 五堵駅間)
- 5月17日
  - 朝鮮半島分断以来、初めて韓国・汶山と北朝鮮・開城を結ぶ列車が試験運行される。- 大韓民国の鉄道、朝鮮民主主義人民共和国の鉄道、京義線・東海線鉄道及び道路の連結事業も参照。
- 5月21日
  - 一畑電車
    - （駅名改称） 松江イングリッシュガーデン前駅 ← ルイス・C.ティファニー庭園美術館前駅（北松江線）

### 6月
- 6月1日
  - 近江鉄道
    - （路線休止） 本線 米原駅 - フジテック前駅（米原駅移設工事のため、6月7日まで。）

  - 韓国鉄道公社
    - （旅客営業休止） 山仁駅、柳樹駅、多率寺駅、骨若駅、元倉駅、九龍駅（慶全線）
    - （旅客営業休止） 懷德駅、池灘駅、直指寺駅、新巨駅（京釜線）
    - （旅客営業休止） 魚登駅（慶北線）
    - （旅客営業休止） 仙掌駅、華陽駅、新城駅、元竹駅、周浦駅、藍浦駅、艮峙駅（長項線）
    - （旅客営業休止） 陵内信号場、新院信号場、万鍾駅、盤谷駅、竹嶺信号場、文殊駅、平恩駅、麻仕駅、伊下駅、武陵駅、雲山駅、友保駅、鳳林駅、花山駅、松浦信号場、牟梁駅（中央線）
    - （旅客営業休止） 内秀駅、道安駅、甫川駅、蘇伊駅 （忠北線）
    - （旅客営業休止） 春浦駅、金池駅（全羅線）
    - （旅客営業休止） 琴湖駅、鳳亭駅（大邱線）
    - （旅客営業休止） 蓮下信号場（太白線）
    - （旅客営業休止） 西生駅、孝門駅、毛火駅、竹東駅、青令駅、士方駅、良子洞駅、扶助駅（東海南部線）
    - （旅客営業休止） 夫皇駅（湖南線）
    - （旅客営業休止） 巨村駅、鹿洞駅、東栢山駅、古士里駅、下古士里駅、上鼎信号場、桃京里信号場（嶺東線）
- 6月8日
  - 近江鉄道
    - （運転再開） 本線 米原駅 - フジテック前駅（米原駅移設工事のため6月1日から運休していた。）
    - （駅移設） 米原駅（本線）

### 7月
- 7月14日
  - 名古屋鉄道
    - （トランパス導入） 名鉄知多新線 富貴駅 - 内海駅
- 7月28日
  - 弘南鉄道
    - （路線休止） 大鰐線 石川駅 - 義塾高校前駅（同区間の陸橋架け替えのため、10月23日まで。）

### 8月
- 8月1日
  - 遠州鉄道
    - （駅名改称） 美薗中央公園駅 ← 北浜中学校前駅（鉄道線）
- 8月3日
  - 岡山電気軌道
    - （新駅開業） 東中央町停留場（清輝橋線 大雲寺前停留場 - 清輝橋停留場間）
- 8月4日
  - 三岐鉄道
    - （路線休止） 北勢線 麻生田駅 - 阿下喜駅間（西六石川橋梁補修のため、8月26日まで。）
- 8月8日
  - 名古屋鉄道
    - （トランパス導入） 尾西線 西一宮駅 - 玉ノ井駅
    - （トランパス導入） 広見線 富岡前駅 - 新可児駅
- 8月15日
  - 九広鉄路
    - （新線開業） 九広東鉄落馬洲支線 上水駅 - 落馬洲駅
    - （新駅開業） 落馬洲駅
- 8月27日
  - 三岐鉄道
    - （運転再開） 北勢線 麻生田駅 - 阿下喜駅（西六石川橋梁補修のため、8月4日から運休だった）

### 9月
- 9月1日
  - 西日本旅客鉄道
    - 広島・岡山地区でICカード乗車券ICOCA導入。

  - えちぜん鉄道
    - （新駅開業） 日華化学前駅、八ツ島駅（三国芦原線 福大前西福井駅 - 新田塚駅間）
- 9月6日
  - 高千穂鉄道
    - （路線廃止） 高千穂線 延岡駅 - 槇峰駅（2005年9月6日の台風14号被害のため休止していた。）
    - （駅廃止） 延岡駅、西延岡駅、行縢駅、細見駅、日向岡元駅、吐合駅、曽木駅、川水流駅、上崎駅、早日渡駅、亀ヶ崎駅（高千穂線）
- 9月22日
  - 京阪電気鉄道
    - （ワンマン運転開始） 交野線 枚方市駅 - 私市駅（一部列車のみ）

### 10月
- 10月1日
  - 北海道旅客鉄道
    - （駅ナンバリング導入） 江差線 五稜郭駅
    - （駅ナンバリング導入） 札沼線 桑園駅 - 北海道医療大学駅
    - （駅ナンバリング導入） 石勝線 南千歳駅 - 新得駅
    - （駅ナンバリング導入） 石北本線 新旭川駅 - 網走駅
    - （駅ナンバリング導入） 釧網本線 網走駅 - 東釧路駅
    - （駅ナンバリング導入） 宗谷本線 旭川駅 - 稚内駅
    - （駅ナンバリング導入） 千歳線 沼ノ端駅 - 白石駅
    - （駅ナンバリング導入） 千歳線（支線） 南千歳駅 - 新千歳空港駅
    - （駅ナンバリング導入） 根室本線 滝川駅 - 東釧路駅
    - （駅ナンバリング導入） 函館本線 函館駅 - 旭川駅
    - （駅ナンバリング導入） 函館本線（砂原線） 大沼駅 - 森駅
    - （駅ナンバリング導入） 日高本線 苫小牧駅
    - （駅ナンバリング導入） 富良野線 旭川駅 - 富良野駅
    - （駅ナンバリング導入） 室蘭本線 長万部駅 - 沼ノ端駅・岩見沢駅
    - （駅ナンバリング導入） 留萌本線 深川駅

  - 近畿日本鉄道
    - （運営形態変更） 第三種鉄道事業者 ← 第一種鉄道事業者（伊賀線 伊賀上野駅 - 伊賀神戸駅）
    - （運営形態変更） 第三種鉄道事業者 ← 第一種鉄道事業者（養老線 桑名駅 - 揖斐駅）

  - 伊賀鉄道
    - （第二種鉄道事業開業） 伊賀線 伊賀上野駅 - 伊賀神戸駅 (16.6km)
    - （駅開業） 伊賀上野駅、新居駅、西大手駅、上野市駅、広小路駅、茅町駅、桑町駅、猪田道駅、市部駅、依那古駅、丸山駅、上林駅、比土駅、伊賀神戸駅（伊賀線）

  - 養老鉄道
    - （第二種鉄道事業開業） 養老線 桑名駅 - 揖斐駅 (57.5km)
    - （駅開業） 桑名駅、播磨駅、下深谷駅、下野代駅、多度駅、美濃松山駅、石津駅、美濃山崎駅、駒野駅、美濃津屋駅、養老駅、美濃高田駅、烏江駅、大外羽駅、友江駅、美濃青柳駅、西大垣駅、大垣駅、室駅、北大垣駅、東赤坂駅、広神戸駅、北神戸駅、池野駅、北池野駅、美濃本郷駅、揖斐駅（養老線）
- 10月4日
  - 名古屋鉄道
    - （トランパス導入） 西尾線 西尾駅
- 10月7日
  - 北京地下鉄
    - （新線開業） 5号線 天通苑北駅 - 宋家庄駅
    - （新駅開業） 天通苑北駅、天通苑駅、天通苑南駅、立水橋駅、立水橋南駅、北苑路北駅、大屯路東駅、恵新西街北口駅、恵新西街南口駅、和平西橋駅、和平里北街駅、雍和宮駅、北新橋駅、張自忠路駅、東四駅、灯市口駅、東単駅、崇文門駅、磁器口駅、天壇東門駅、蒲黄楡駅、劉家窯駅、宋家庄駅（5号線）
- 10月13日
  - 山形鉄道
    - （新駅開業） 四季の郷駅（フラワー長井線 鮎貝駅 - 荒砥駅間）
- 10月14日
  - 埼玉新都市交通
    - （駅名改称） 鉄道博物館（大成）駅 ← 大成駅（伊奈線）
- 10月24日
  - 弘南鉄道
    - （運転再開） 大鰐線 石川駅 - 義塾高校前駅（陸橋付替工事のため7月28日から運休していた）
- 10月31日
  - 東武鉄道
    - （ワンマン運転開始） 宇都宮線 新栃木駅 - 東武宇都宮駅
    - （ワンマン運転開始） 日光線 栃木駅 - 新栃木駅（宇都宮線列車のみ）

### 11月
- 11月14日
  - 名古屋鉄道
    - （トランパス導入） 西尾線 北安城駅 - 西尾口駅

### 12月
- 12月2日
  - 東京急行電鉄・東京地下鉄
    - （管理事業者変更） 渋谷駅（田園都市線・半蔵門線。東京急行電鉄 ← 東京地下鉄）

  - （会社名変更） 香港鉄路有限公司←香港地鉄有限公司
  - （運営権移譲） 香港鉄路有限公司 香港鉄路←九広鉄路公司 九広鉄路
    - （路線名改称） 東鉄線 ← 九広東鉄
    - （路線名改称） 西鉄線 ← 九広西鉄
    - （路線名改称） 馬鞍山線 ← 九広馬鉄
    - （駅名改称） 旺角東駅 ← 旺角駅
- 12月11日
  - 朝鮮半島分断以来、56年ぶりに初めて韓国・汶山駅と北朝鮮・板門駅を結ぶ貨物列車が京義線において正式に運行開始される。- 大韓民国の鉄道、朝鮮民主主義人民共和国の鉄道、京義線・東海線鉄道及び道路の連結事業も参照。
- 12月14日
  - 名古屋鉄道
    - （トランパス導入） 竹鼻線 笠松駅 - 西笠松駅・南宿駅 - 江吉良駅
    - （トランパス導入） 羽島線 江吉良駅 - 新羽島駅
    - （トランパス導入） 尾西線 森上駅 - 観音寺駅
- 12月15日
  - 横浜市交通局
    - （ワンマン運転開始） ブルーライン 湘南台駅 - あざみ野駅
- 12月24日
  - 韓国鉄道公社
    - （新駅開業） 竹田駅 (盆唐線梧里駅 - 宝亭駅間)
- 12月27日
  - 韓国鉄道公社
    - （複線化） 中央線（中央電鉄線） 徳沼駅 - 八堂駅
    - （新駅開業） 陶深駅
- 12月28日
  - 韓国鉄道公社
    - （新駅開業） 徳渓駅 (京元電鉄線 (京元線)徳亭駅 - 楊州駅間)
    - （駅名改称） 楊州駅 ← 州内駅
- 12月30日
  - 台湾鉄路管理局
    - （新駅開業） 汐科駅 (縦貫線 汐止駅 - 南港駅間)→zh:汐科車站

## 主なダイヤ改正

### 1月
- 1月27日
  - 京阪電気鉄道
    - 京阪線。

### 3月
- 3月6日
  - 西武鉄道
    - 新宿線の快速急行の停車駅に東村山駅・狭山市駅を追加。

  - 秩父鉄道
    - 秩父本線。西武鉄道からの直通運転区間を寄居駅から長瀞駅までに短縮（三峰口駅方面は従来通り）。
- 3月10日
  - 東武鉄道
    - 野田線。昼間全線10分間隔に統一。大宮駅 - 柏駅間は昼間の全列車が同区間直通運転に。
- 3月17日
  - 阪急電鉄
    - 京都線。特急が淡路駅停車。快速特急と急行を休止し準急を運転開始。

  - 大阪市交通局
    - 堺筋線。堺筋急行・堺筋快速急行を堺筋準急に変更。夕方の河原町方面行きはすべて茨木市駅止めに。
- 3月18日
  - 東日本旅客鉄道・東海旅客鉄道・西日本旅客鉄道・四国旅客鉄道・九州旅客鉄道
  - 東京モノレール
    - これまでの快速（2003年に定期列車として新設）を廃止し「空港快速」、「区間快速」を新設。

  - 東葉高速鉄道
    - 合計で各駅停車が5本、東葉快速が1本増え、快速が2本減る。通勤時間帯の各駅停車増加と、21時以降の本数増加。

  - しなの鉄道
- 3月22日
  - 近畿日本鉄道
    - 橿原線の急行が土曜・休日の昼間に西ノ京駅停車に。
    - 奈良線の区間準急の運転時間帯を拡大。

  - 三岐鉄道
    - 三岐線。
- 3月31日
  - 神戸電鉄
    - 有馬線・三田線の快速廃止。

### 4月
- 4月1日
  - 名古屋鉄道（築港線）
- 4月5日
  - 東京急行電鉄
    - 田園都市線 平日朝ラッシュ時の渋谷方面行き急行を二子玉川駅 - 渋谷駅の各駅に停車する準急に変更。

### 5月
- 5月8日
  - 台湾鉄路管理局

### 6月
- 6月1日
  - 台湾高速鉄道
    - 運行本数を上下計31往復に増発(直達快車4往復増、区間車（台北-台中間各駅停車）2往復増)、台北発を毎正時に。台北-高雄間の所要時間が直達車は100分→96分、各駅停車は130分→120分にそれぞれ短縮される。

  - 韓国鉄道公社
    - 一般旅客路線。
- 6月16日
  - 西日本旅客鉄道
    - 山陰本線・三江線。
- 6月30日
  - 名古屋鉄道

### 7月
- 7月1日
  - 東海旅客鉄道・西日本旅客鉄道
- 7月9日
  - 近畿日本鉄道
    - 伊賀線。

### 8月
- 8月11日
  - 南海電気鉄道
    - 南海本線。特急「サザン」土曜・休日に増発。
- 8月23日
  - 東京急行電鉄・横浜高速鉄道
    - 東横線・みなとみらい線。日吉駅の折返し線・待避線使用停止のため、日吉駅折り返し列車を菊名駅折り返しに変更。特急・通勤特急・急行の待避を元住吉駅に変更。
- 8月25日
  - 南海電気鉄道・大阪府都市開発
    - 高野線・泉北高速鉄道線。橋本駅での朝の極楽橋からの各駅停車と難波行き特急・急行との接続改善。
- 8月30日
  - 東京地下鉄
    - 丸ノ内線。

### 9月
- 9月1日
  - 台湾高速鉄道
    - 運行本数を上下計61往復に増発。
- 9月8日
  - 東海旅客鉄道・西日本旅客鉄道
    - 高山本線・東海道本線。

### 10月
- 10月1日
  - 北海道旅客鉄道
- 10月6日
  - 埼玉新都市交通
- 10月18日
  - 首都圏新都市鉄道

### 11月
- 11月15日
  - 東京急行電鉄

## 災害・不通・事故・事件など

### 1月
- 1月7日
  - 北海道旅客鉄道・日本貨物鉄道
    - （事故） 根室本線新狩勝信号場で貨物列車が脱線。信号場出発時に雪の重みで車輪の空転が続いたため、僅かに列車を後退させたことが原因とされる。
- 1月15日
  - 九州旅客鉄道
    - （事故） 日豊本線 竹下踏切（加治木駅 - 錦江駅間）で普通列車が踏切内に進入した軽トラックと衝突、軽トラックの運転手が死亡（踏切障害事故）。
- 1月21日
  - 東日本旅客鉄道
    - （事故） 川越線 日進第一踏切（日進駅 - 指扇駅間）で、普通列車が踏切内に進入した軽自動車と衝突し、発煙（列車火災事故）。更に救援列車が現場付近で脱線する二重事故が発生。
- 1月27日
  - 京浜急行電鉄
    - （事故） 本線 品川駅引上げ線で構内運転中の車両が脱線。

### 2月
- 2月6日
  - 東武鉄道
    - （事故） 東上本線 ときわ台駅構内死傷事故

### 3月
- 3月1日
  - 北海道旅客鉄道
    - （事故） 石北本線 第4基線道路踏切（美幌駅 - 緋牛内駅間）で、普通列車が踏切内に進入した大型トレーラーと衝突し、脱線。
- 3月5日
  - 九州旅客鉄道
    - （事故） 日豊本線 加治木駅構内で、普通列車と踏切から線路内に誤って進入した軽トラックが衝突し、列車の床下から発煙。
- 3月12日
  - 上信電鉄
    - （事故） 上信線 赤津信号所 - 下仁田駅間で、貨物列車の機関車が脱線。
- 3月18日
  - 西日本旅客鉄道
    - （運転再開） 津山線 玉柏駅 - 牧山駅（前年11月19日の落石事故以来不通だった）。
- 3月25日
  - 西日本旅客鉄道
    - （災害・不通） 七尾線 津幡駅 - 和倉温泉駅（能登半島地震のため）

  - のと鉄道
    - （災害・不通） 七尾線 七尾駅 - 穴水駅（能登半島地震のため）
- 3月26日
  - 西日本旅客鉄道
    - （運転再開） 七尾線 津幡駅 - 和倉温泉駅（前日の能登半島地震のため不通だった）
- 3月30日
  - のと鉄道
    - （運転再開） 七尾線 七尾駅 - 穴水駅（能登半島地震のため25日より不通だった）。

### 4月
- 4月1日
  - 西日本旅客鉄道
    - （運転再開） 芸備線 備後落合駅 - 備後西城駅（前年7月20日の豪雨災害のため不通だった）。

### 5月
- 5月19日
  - 長崎電気軌道
    - （事故） 桜町支線・蛍茶屋支線 公会堂前交差点（桜町停留場/諏訪神社前停留場 - 公会堂前停留場間）で、蛍茶屋支線から桜町支線に転線中の列車が脱線。
- 5月24日
  - 長崎電気軌道
    - （事故） 桜町支線・蛍茶屋支線 公会堂前交差点（桜町駅/諏訪神社前駅 - 公会堂前駅間）で、5日前と同じ脱線事故が発生。

### 6月
- 6月8日
  - 南阿蘇鉄道
    - （事故） 高森線 松の木踏切（阿蘇下田城ふれあい温泉駅（現・阿蘇下田城駅） - 南阿蘇水の生まれる里白水高原駅間）で、列車と踏切内に進入した軽トラックが衝突し、列車が脱線。軽トラックの運転手は死亡。
- 6月12日
  - 弘南鉄道
    - （事故） 弘南線 平賀駅構内で脱線事故発生。事故直前に同駅でポイント故障が発生していたが、係員がポイント故障時の取り扱いを誤ったことが原因。事故以降同駅での列車交換を中止。
- 6月15日
  - 台湾鉄路管理局
    - （事故） 宜蘭線 大里駅で列車衝突事故発生（台鉄大里駅事故）。
- 6月16日
  - 西日本旅客鉄道
    - （運転再開） 三江線 江津駅 - 浜原駅（2006年7月20日から豪雨災害のため不通だった）。
- 6月30日
  - 西日本旅客鉄道
    - （運転再開） 越美北線 一乗谷駅 - 美山駅（2004年7月18日から豪雨災害のため不通だった）。

### 7月
- 7月3日
  - 九州旅客鉄道
    - （災害・事故） 指宿枕崎線 薩摩今和泉駅構内で、普通列車が大雨による倒木と衝突し、崩れ落ちた土砂に乗り上げ脱線。
- 7月12日
  - 西日本旅客鉄道
    - （事故） 阪和線 新家陸橋（東佐野駅 - 和泉橋本駅間）で、桁下制限を超えたクレーン車が陸橋と衝突。陸橋手前の防護工を破損し、直後同陸橋を通過した列車がそれを巻き込んだため脱線。クレーン車の運転手は自動車運転過失傷害容疑などで大阪府警に逮捕された。
- 7月16日
  - 東日本旅客鉄道
    - （災害・不通） 越後線 柏崎駅 - 吉田駅（新潟県中越沖地震のため）
    - （災害・不通） 信越本線 黒姫駅 - 東三条駅（新潟県中越沖地震のため）
    - （災害・事故） 越後線 柏崎駅停車中の普通列車が地震のため脱線。
- 7月17日
  - 東日本旅客鉄道
    - （運転再開） 信越本線 黒姫駅 - 犀潟駅・宮内駅 - 東三条駅（新潟県中越沖地震のため前日から不通だった）
- 7月23日
  - 東日本旅客鉄道
    - （運転再開） 信越本線 犀潟駅 - 柿崎駅（新潟県中越沖地震のため7月16日から不通だった）

  - 九州旅客鉄道
    - （事故） 豊肥本線 石仏踏切（熊本駅 - 平成駅間）で、普通列車と踏切内で立ち往生した軽自動車が衝突。軽自動車の運転手は死亡。
- 7月30日
  - 東日本旅客鉄道
    - （運転再開） 信越本線 柏崎駅 - 宮内駅（新潟県中越沖地震のため7月16日から不通だった）

### 8月
- 8月10日
  - 東日本旅客鉄道
    - （運転再開） 越後線 柏崎駅 - 吉田駅（新潟県中越沖地震のため7月16日から不通だった）
- 8月15日
  - 九州旅客鉄道
    - （事故） 日豊本線 原踏切（佐土原駅 - 日向新富駅間）で、特急「にちりん24号」が踏切内に進入した軽自動車と衝突。軽自動車の運転手は死亡。

### 9月
- 9月6日
  - 広島電鉄
    - （事故） 宮島線 広電西広島（己斐）駅構内で回送列車が脱線。
- 9月7日
  - 上信電鉄
    - （不通） 上信線 南蛇井駅 - 下仁田駅（台風9号による土砂流入・道床流出のため）。
- 9月8日
  - 東海旅客鉄道
    - （運転再開） 高山本線 角川駅 - 猪谷駅（2004年10月22日の水害以来不通だった）
- 9月13日
  - 東日本旅客鉄道
    - （運転再開） 信越本線 柿崎駅 - 柏崎駅（新潟県中越沖地震による土砂災害で7月16日より不通だった）
- 9月17日
  - 東日本旅客鉄道
    - （不通） 花輪線 松尾八幡平駅 - 鹿角花輪駅（大雨による土砂災害のため）
- 9月28日
  - 東日本旅客鉄道
    - （運転再開） 花輪線 松尾八幡平駅 - 荒屋新町駅（9月17日の土砂災害で不通だった）

### 10月
- 10月6日
  - 東日本旅客鉄道
    - （運転再開） 花輪線 荒屋新町駅 - 鹿角花輪駅（9月17日より土砂災害で不通だった）
- 10月21日
  - 北海道旅客鉄道
    - （事故） 釧網本線 浜小清水駅構内で、乗客を乗せて試験運行中のデュアル・モード・ビークルによる普通列車が、軌道を走行開始した直後に脱線。原因は走行モード切替のための停止位置目標がずれていたため。
- 10月23日
  - 上信電鉄
    - （運転再開） 上信線 南蛇井駅 - 下仁田駅（9月7日から不通となっていた）

### 11月
- 11月15日
  - 名古屋ガイドウェイバス
    - （事故） ガイドウェイバス志段味線 ナゴヤドーム前矢田駅 - 大曽根駅間で、専用軌道を走行するための案内輪が格納され、列車がカーブを曲がりきれず脱線。
- 11月16日
  - 名古屋ガイドウェイバス
    - （処分） 前日の事故を受け、中部運輸局から警告文書が発出される。
- 11月24日
  - 富山地方鉄道
    - （事故） 上滝線 雄山神社踏切（岩峅寺駅 - 大川寺駅間）で、普通列車と踏切内に進入した自動車が衝突し、脱線。

## 鉄道車両

### 運転開始・運転終了・さよなら運転
- 3月17日
  - 東京地下鉄
    - （運転終了） 5000系（中央・総武緩行線・東西線・東葉高速鉄道東葉高速線 三鷹駅 - 中野駅 - 西船橋駅 - 津田沼駅・東葉勝田台駅）
- 3月18日
  - 東日本旅客鉄道
    - （運転開始） E233系0番台（五日市線 拝島駅 - 武蔵五日市駅・青梅線 青梅駅 - 奥多摩駅・八高線 拝島駅 - 高麗川駅・富士急行線 大月駅 - 河口湖駅）
    - （運転開始） E331系（京葉線 東京駅 - 蘇我駅）
- 5月9日
  - PT Kereta Api
    - （運転開始） Seri 5000
- 12月22日
  - 東日本旅客鉄道
    - （運転開始） E233系1000番台（京浜東北線・根岸線 大宮駅 - 横浜駅 - 大船駅）
- 12月25日
  - 東京急行電鉄
    - （運転開始） 7000系（池上線 五反田駅 - 蒲田駅・東急多摩川線 多摩川駅 - 蒲田駅）

### 新系列・新形式
- 東日本旅客鉄道
  - E655系電車　「なごみ（和）」
  - キハE130系気動車
  - キハE200形気動車

- 小田急電鉄
  - 4000形電車（2代目）
  - 60000形電車
- 東京急行電鉄
  - 7000系電車（2代目）
- 京王電鉄
  - クヤ900形総合高速検測車 (DAX)
- 阪神電気鉄道
  - 1000系電車
- 平成筑豊鉄道
  - 400形気動車
- 松浦鉄道
  - MR-600形気動車

- 函館市交通局
  - 9600形電車
- 東京都交通局（都電）
  - 9000形電車
- 鹿児島市交通局
  - 7000形電車
- 埼玉新都市交通
  - 2000系電車
- 名古屋市交通局
  - N1000形電車

- 韓国鉄道公社
  - 6000系電車
- 台湾鉄路管理局
  - TEMU1000形電車
  - EMU700型電車

### 譲渡形式
- 高松琴平電気鉄道←京浜急行電鉄
  - 1300形電車

### 消滅形式
- 高松琴平電気鉄道
  - 30形電車（3代目）
- 北総鉄道
  - 7000形電車
- 京成電鉄
  - 3200形電車
- 都営地下鉄
  - 5000形電車 (鉄道)
- 北海道旅客鉄道
  - 781系電車

### 受賞
- ブルーリボン賞：富山ライトレールTLR0600形電車
- ローレル賞：東日本旅客鉄道E233系電車、西日本鉄道3000形電車
- グッドデザイン賞：東京地下鉄10000系電車、東海旅客鉄道・西日本旅客鉄道N700系新幹線電車（金賞）、シンクロナイズド・コンフォートシート（N700系新幹線電車グリーン車用座席）、3A式吊手、JR東日本新幹線列車編成案内サインLCTS57S、JR東日本在線位置案内サインKLZS46S

### その他
- 10月14日
  - 東日本鉄道文化財団
    - 埼玉県さいたま市大宮区に鉄道博物館が開館。
- 11月26日
  - 西条市
    - 「鉄道歴史パーク in SAIJO」及び「四国鉄道文化館」が開館。